# Я шукаю Джефа
«Я шукаю Джефа» (англ. I'm Looking for "Jeff") — містичне оповідання Фріца Лайбера, вперше опубліковане в жовтні 1941 року журналом «Unknown Worlds».

## Сюжет
Дівчину Боббі може бачити тільки літній бармен Поуп і часом хтось один із п'яних відвідувачів бару.
Боббі щоденно відвідує бар, в неї шрам від лівої скроні до правої щоки, вона п'є тільки бренді і розшукає якогось Джефа.
Поупу вона не подобається, оскільки завжди провокує бійки.
Відвідувача Мартіна Беллоу зацікавлює ця історія.
Після того як він покидає бар, туди приходить Боббі і знову розмовляє з Поупом.
Наступного дня вона приходить в бар з Мартіном.
Тим часом власник бару Соул розказує невідомому відвідувачу, що в їхньому барі існує аномалія — один і той самий стілець періодично залишається порожнім у переповненому закладі.
В «порожньому» кріслі в цей час сидить Боббі, вона наказує Мартіну порізати лице відвідувача, в якому впізнає Джефа.
Після чого Боббі з Мартіном втікають.
Боббі приводить Мартіна у своє помешкання, сідає на диван і перетворюється на напіврозкладений труп.
Мартіна арештовують за вбивство Боббі, але потім випускають, оскільки в день її вбивства він був у другому місті.
Згодом поліція знаходить справжнього вбивцю Боббі — Джефа.